# Sera Markoff
Pour les articles homonymes, voir Markoff.
Sera Markoff, née le 6 juillet 1971 à Minneapolis (Minnesota, États-Unis), est une astrophysicienne américaine, professeur titulaire d'astrophysique théorique des hautes énergies à l'Institut d'astronomie Anton-Pannekoek de l'Université d'Amsterdam. Elle est membre de l'équipe Event Horizon Telescope, qui a produit la première image d'un trou noir.

## Formation et carrière
Sera Markoff a étudié la physique au Massachusetts Institute of Technology et a obtenu un baccalauréat ès sciences en physique en 1993. En 1996, elle a obtenu une maîtrise ès arts de l'Université de l'Arizona en astrophysique théorique et, en 2000, elle a obtenu un doctorat dans le même domaine. Elle a été boursière de recherche de la Fondation Alexander-von-Humboldt à l'Institut Max-Planck de radioastronomie à Bonn de 2000 à 2002 et boursière postdoctorale en astronomie et astrophysique de la National Science Foundation au Massachusetts Institute of Technology de 2002 à 2005. En 2006, elle a rejoint l'Université d'Amsterdam en tant qu'assistant professor et a été promue professeure associée en 2008 et professeure en 2017.
En 2019, elle devient rédactrice en chef de la revue Astroparticle Physics.

## Recherche
Les recherches de Sera Markoff portent sur l'interface entre l'astrophysique et la physique des particules, en particulier les problèmes liés aux processus se produisant autour d'objets compacts tels que les trous noirs. Elle est membre d'un certain nombre de projets de recherche à grande échelle, notamment le Low-Frequency ARray (LOFAR), Cherenkov Telescope Array (CTA) et Event Horizon Telescope (EHT), qui a produit la première image d'un trou noir. Elle est membre de la direction du projet Event Horizon Telescope, où elle est membre du conseil scientifique et un des coordinateurs du groupe de travail.

## Récompenses et honneurs
- Professeur invité du centenaire Beatrice-M.-Tinsley à l'Université du Texas à Austin, 2015[3]
- Membre de l'American Physical Society, 2014[6]
- Prix VICI, 2015[7]
- Prix de carrière personnelle VIDI, 2007[3].

## Publications importantes
- Markoff S. et al. (2005). Going with the flow: can the base of jets subsume the role of compact accretion disk coronae? The Astrophysical Journal 635: 1203–1216